# Pool (musikalbum)
Pool är ett musikalbum av Lasse Lindh, släppt 2008 på Groover Recordings.

## Låtlista
1. Skyll på mig
2. Kom kampsång (med Timo Räisänen)
3. Du behöver aldrig mer vara rädd
4. Vingla fram genom stan (med Jonna Lee)
5. Regn
6. F
7. Tunn
8. Det är sättet du rör dig
9. Om vi blundar
10. Ditt stora hjärta

## Medverkande
- Lasse Lindh – sång, kompositör, textförfattare
- Johan Lundgren - gitarr, piano, klaviatur
- Tomas Klinta - bas
- Anders Eliasson - trummor

## Listplaceringar
| Lista (2008) | Topplacering |
| ------------ | ------------ |
| Sverige      | 34           |